# 4,4′-Diaminodiphenylamin
4,4′-Diaminodiphenylamin ist eine chemische Verbindung aus der Gruppe der Diamine und Oxidationsbasen.

## Gewinnung und Darstellung
4,4′-Diaminodiphenylamin kann durch Reduktion von 4,4′-Dinitrodiphenylamin gewonnen werden.

## Verwendung
4,4′-Diaminodiphenylamin ist ein Zwischenprodukt bei der Synthese von Farbstoffen und ist allgemein als Blue Black Base NT, Diazol Black oder C.I. 76120 bekannt. Es wird bei der Herstellung von Farbstoffen für verschiedene Textilien und Gewebe sowie bei der Synthese von Pigmenten, Tinten und Farben verwendet. Es wird auch als Farbstoff zum Färben von Haaren verwendet. Für die blaue Färbung von Textilien wird es seit 1912 eingesetzt.

## Externe Links zu erwähnten Verbindungen
1. ↑  Externe Identifikatoren von bzw. Datenbank-Links zu 4,4′-Diaminodiphenylaminsulfat:  CAS-Nr.: 53760-27-3, EG-Nr.: 258-748-0, ECHA-InfoCard: 100.053.389, PubChem: 104599, ChemSpider: 94432, Wikidata: Q27231553.
2. ↑  Externe Identifikatoren von bzw. Datenbank-Links zu 4,4'-Dinitrodiphenylamin:  CAS-Nr.: 1821-27-8, EG-Nr.: 217-343-9, ECHA-InfoCard: 100.015.767, PubChem: 235381, ChemSpider: 205353, Wikidata: Q83041339.